# Acolutha subflava
Acolutha subflava är en fjärilsart som beskrevs av Louis Beethoven Prout 1932. Acolutha subflava ingår i släktet Acolutha och familjen mätare. Inga underarter finns listade i Catalogue of Life.